# Fatih Bakir
Fatih Bakir (ur. 11 marca 1977) – turecki zapaśnik w stylu klasycznym. Olimpijczyk z Sydney 2000, gdzie zajął ósme miejsce w kategorii 120 kg. Zajął 12. miejsce w mistrzostwach świata w 1999. Zdobył srebrny medal w mistrzostwach Europy w 2001. Czwarty w Pucharze Świata w 2001; piąty w 2003 roku.